# Lennart Eriksson (rokometaš)
Lennart Eriksson, švedski rokometaš, * 2. februar 1944.
Leta 1972 je na poletnih olimpijskih igrah v Münchnu v sestavi švedske rokometne reprezentance osvojil sedmo mesto.